# Sepako
Sepako is een dorp in het district Central in Botswana. De plaats telt 682 inwoners (2011).